# Gabinete de Yemen
El Gabinete de Yemen se refiere al gobierno internacionalmente reconocido de la República de Yemen, dirigido por su Presidente Rashad al-Alimi , quien también es el presidente del Consejo de Liderazgo Presidencial (PLC), el órgano de gobierno de la República de Yemen.
El gobierno internacionalmente reconocido de Yemen, liderado por el presidente Rashad al-Alimi, es el Consejo de Liderazgo Presidencial (PLC). Este consejo nombró un gabinete que supervisa los distintos ministerios gubernamentales. Sin embargo, desde 2016, también existe otro gobierno conocido como el Gobierno de Salvación Nacional (NSG), respaldado por el Consejo Político Supremo (SPC), que es reconocido por Irán pero no por la comunidad internacional.

## Historía
La historia del gabinete de Yemen es compleja debido a la situación política y los conflictos en el país.
Ali Abdullah Sale gobernó Yemen desde la unificación en 1990 hasta 2012, cuando fue derrocado en medio de las protestas de la Primavera Árabe.
Abdrabbuh Mansur Hadi asumió el poder después de Sale y fue reconocido internacionalmente como presidente legítimo de Yemen. Sin embargo, su gobierno fue desafiado por los hutíes, quienes tomaron control de la capital, Saná.
Los hutíes controlan gran parte del norte de Yemen, incluyendo la capital, Saná.
El Consejo de Liderazgo Presidencial, que incluye a Rashad al-Alimi como presidente, fue establecido en abril de 2022 para dar un nuevo impulso a la búsqueda de una solución política al conflicto en Yemen. Alimi es reconocido por algunos como presidente de Yemen.
La guerra en Yemen comenzó en 2014 cuando una coalición liderada por Arabia Saudita intervino militarmente en el país para restaurar el gobierno de Hadi y combatir a los hutíes.
El conflicto ha causado una grave crisis humanitaria y ha matado a cientos de miles de personas.